# Tell Bazmusian
Tell Bazmusian és un jaciment arqueològic situat al Kurdistan iraquià. Es troba a la riba dreta del Zab inferior, a la plana de Ranya (governació de Sulaymaniyya). El lloc va ser excavat entre 1956 i 1958 per arqueòlegs iraquians com a part d'una campanya de documentar de restes culturals antigues que quedarien sota l'aigua un cop la presa de Dukan estigués construïda. Avui en dia el lloc es troba submergit sota el llac Dukan.

## Descripció
La campanya va servir per a localitzar una quarantena de jaciments, tots ells afectats per la construcció de la presa, tot i que només se'n van excavar cinc. A part de Tell Bazmusian, també es van excavar els jaciments d'ed-Dem, Kamarian, Qarashina i Tell Shemshara.
Bazmusian és un tel, o monticle de poblament, amb una circumferència de 1.500 metres i una alçada de 23 metres. Juntament amb Tell Shemshara, és un dels jaciments arqueològics més grans de la plana de Ranya. Quan van començar les excavacions, el flanc sud-est del monticle estava ocupat per una comunitat que s'hi havia establert a principis del segle xx.

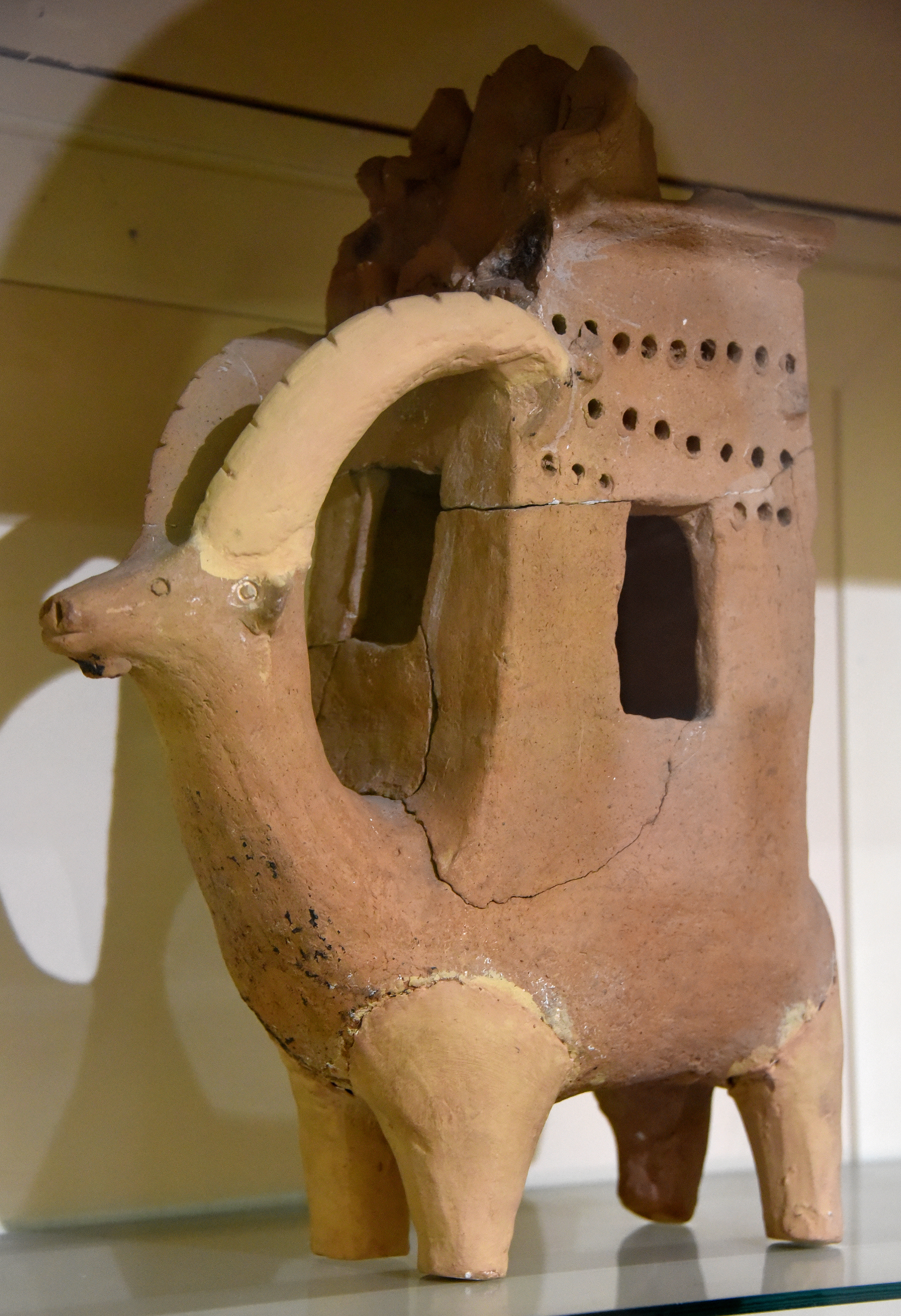
Encenser del període hurrita (1300-1000 aC) trobat a Tell Basmosian.

### Cronologia
Les excavacions van revelat 16 capes d'ocupació, que van des de la cultura de Samarra (VI mil·lenni aC) fins al segle IX dC.
- Les troballes del nivell I van consistir en fonaments de còdols fragmentats, ceràmica i tova del segle ix.
- El nivell II també contenia material islàmic.
- A partir del nivell III van començar a aparèixer restes antigues de finals del II mil·lenni aC, i contenia un temple d'una sola habitació amb gruixudes parets de maó. La ceràmica que hi va aparèixer era d'entre mitjans a finals del II mil·lenni aC. En una fossa a l'exterior d'aquest temple, s'hi van trobar diversos fragments de tauletes d'argila. Tot i que estaven massa danyades per a poder-les llegir, basant-se en detalls estilístics, es van poder datar del període assiri mitjà.[6]
- El nivell IV contenia una versió anterior d'aquest temple.
- Al nivell V, es van trobar parets de tova endurida.
- Els nivells VI-XVI contenien material que datava del III mil·lenni aC, del període d'Uruk i de les cultures de Samarra i Halaf, tot i que encara no se n'han publicat els resultats.